# Yvias
Yvias település Franciaországban, Côtes-d’Armor megyében. Lakosainak száma 770 fő (2022. január 1.). Yvias Kerfot, Lanleff, Pléhédel, Plouézec, Plourivo és Quemper-Guézennec községekkel határos.

## Népesség
A település népessége az elmúlt években az alábbi módon változott:
| Lakosok száma | 706  | 623  | 673  | 701  | 759  | 759  | 765  | 777  | 779  | 770  |
|               | 1968 | 1982 | 1990 | 2006 | 2013 | 2015 | 2017 | 2019 | 2020 | 2022 |